# Ред Булл Арена (Лейпциг)
«Ред Булл Аре́на» (нем. Red Bull Arena) — стадион в городе Лейпциге, домашняя арена футбольного клуба «РБ Лейпциг», также на нём проводит матчи сборная Германии по футболу.

## История
Стадион был построен в 1956 году с вместимостью 100 000 зрителей. До перестройки в 1998 году был самым большим стадионом Германии и назывался «Центральный стадион». В июле 2010 года австрийская компания Red Bull GmbH взяла стадион в аренду и переименовала его в «Ред Булл Арену» сроком как минимум на 10 лет.
Из-за правил спонсорства УЕФА стадион носит название «РБ Арена» во время еврокубковых матчей.

### Матчи чемпионата мира 2006 года
В июне 2006 года на стадионе прошли 5 матчей чемпионата мира по футболу 2006 года. Это был единственный стадион на территории бывшей ГДР, принимавший матчи чемпионата мира.
Время местное
| Дата         | Время | Команда 1           | Счёт           | Команда 2        | Стадия     | Зрители |
| 11 июня 2006 | 15:00 | Сербия и Черногория | 0:1            | Нидерланды       | Группа C   | 37216   |
| 14 июня 2006 | 15:00 | Испания             | 4:0            | Украина          | Группа H   | 43000   |
| 18 июня 2006 | 21:00 | Франция             | 1:1            | Республика Корея | Группа G   | 43000   |
| 21 июня 2006 | 16:00 | Иран                | 1:1            | Ангола           | Группа H   | 38000   |
| 24 июня 2006 | 21:00 | Аргентина           | 2:1 (доп. вр.) | Мексика          | 1/8 финала | 43000   |